# Sikorsky XV-2
Sikorsky XV-2, Sikorsky Aircraft đặt mã S-57, là một mẫu máy bay cánh quạt stoppable, được thiết kế như một mẫu máy bay hoán đổi, được phát triển chung giữa Không quân Hoa Kỳ và Lục quân Hoa Kỳ. Nhưng đề án đã bị hủy bỏ.